# Jam El Mar
Jam El Mar (* 3. Dezember 1960 in Karlsruhe; bürgerlich Rolf Ellmer) ist ein deutscher Musikproduzent.
Rolf Ellmer ist klassisch ausgebildeter Konzertgitarrist. So versucht er sich auch an Musik für modernes Ballett. Zu seinen Arbeiten im Dance-Bereich zählen u. a. die Projekte B. G., The Prince of Rap und Paradise Programme sowie Remix-Produktionen für Deep Forest, Cosmic Baby, Reamonn u. a. Seine größten Erfolge hatte er zusammen mit Mark Spoon als Jam & Spoon und mit DJ Dag als Dance 2 Trance.

## Projekte

### Solo

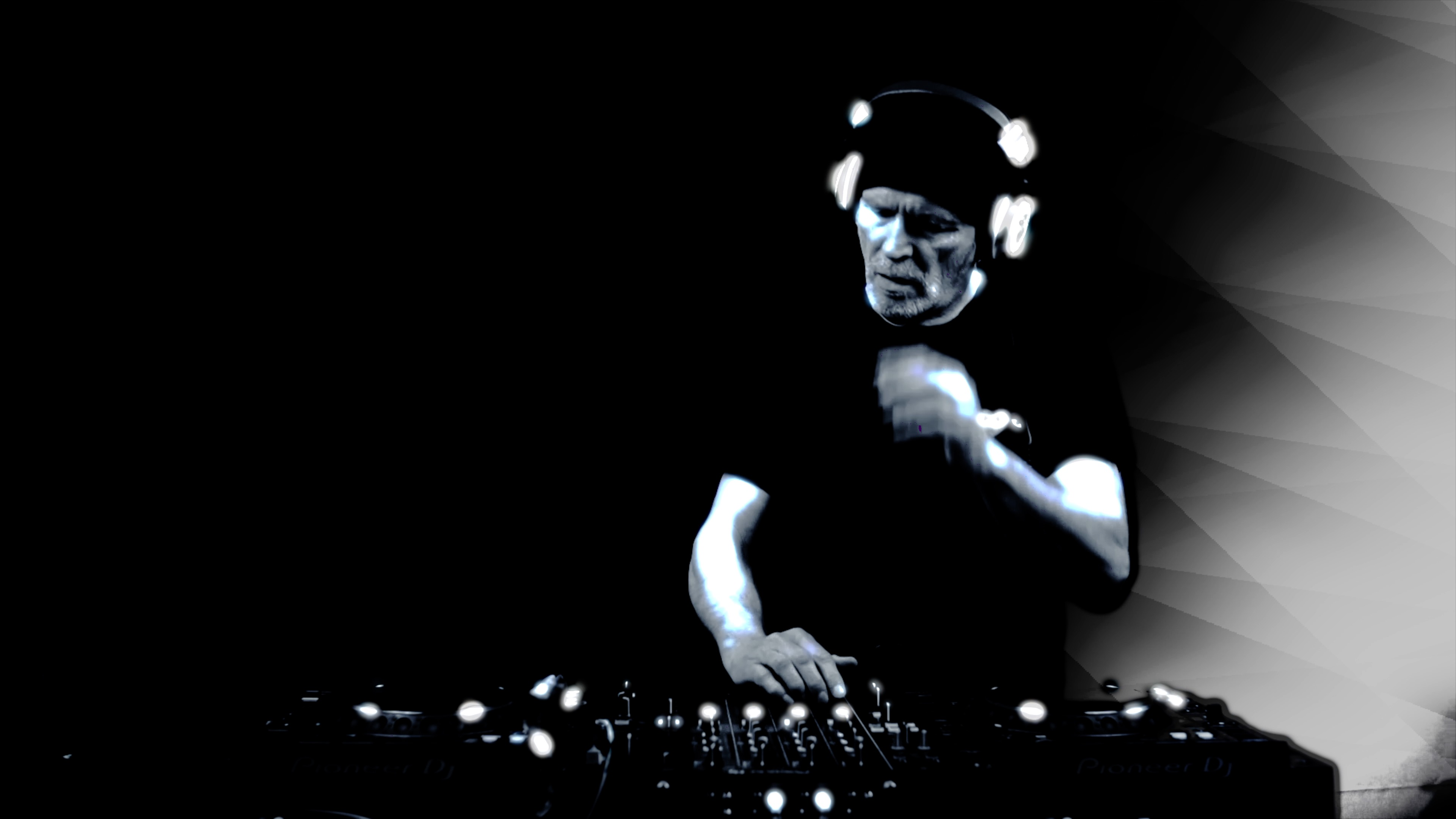
Live Set 2017 in Berlin

- Paradise Programme
- B.G. The Prince of Rap

#### Singles (Auswahl)
- 1991: This Beat Is Hot (DE #21, US #72)
- 1991: Give Me the Music (DE #36)
- 1992: Take Control of the Party (DE #49, UK #71)
- 1992: The Power of Rhythm (DE #49)
- 1993: Can We Get Enough? (DE #34, SE #28)
- 1994: The Colour of My Dreams (DE #13, CH #48, NL #39)
- 1994: Rock a Bit (DE #37)
- 1995: Can’t Love You (DE #45)
- 1996: Stomp (DE #53, FI #15)

Mit Mark Spoon
- Jam & Spoon
- Tokyo Ghetto Pussy
- Storm

Mit DJ Dag
- Dance 2 Trance
- Peyote
- The Odd Company

## Diskografie
Remixes
- 1990: P. M. Sampson: Love Is The Key (Jam E.M.’s Mix; Jam E.M.’s Dub; Hardcore Mix)
- 1992: Deep Forest: Sweet Lullaby (Nature’s Dancing Mix; Natural Trance Mix)
- 1992: The Movement: Jump! (Holographic Mix; Second Dimension Mix)
- 1993: Cosmic Baby: Heaven’s Tears (Visual Mix; Funny How The Time Flies Mix)
- 2006: Reamonn: Promise
- 2006: Reamonn: Tonight
- 2006: Andru Donalds: Let The Stars Fall Down
- 2006: Jam & Spoon: be.angeled (Loveparade 2006 Remix)